# 雷·達利奧
雷蒙德·托马斯·达利欧（英語：Raymond Thomas Dalio，1949年8月8日—）出生于纽约，现居康乃狄克州费尔菲尔德县，是美国对冲基金经理、慈善家。達利奧是桥水基金公司的创始人，而橋水基金於2013年被列為全世界最大的避險基金公司 。達利奧於2017出版了關於企業管理和金融經濟學的著作《原則》。根據彭博社報導，截至2019年1月，他是世界上最富有的100個人中的第79位。

## 早年生活
達利奧出生在一个意大利裔家庭，他的父亲是一位音乐家。12歲時在林克斯高爾夫球場打工並受到那些僱主的耳濡目染下開始把賺來的錢拿來炒股。買進了人生第一支股票東北航空公司。而購買東北航空股票的原因是因為東北航空股價較低，達利奧當時以為買的股數越多賺的錢也越多。最後結果是幸運的，成功賺了两倍的錢，但其實是因為東北航空在即將破產之際被收購，才不至讓初買股票的達利奧血本無歸。以後達利奧先后就读于长岛大学和哈佛大学，并取得金融学本科学位和工商管理硕士学位。

## 投资生涯
毕业后，達利奧进入纽约证券交易所，从事期货交易。1975年，達利奧创办桥水基金，并带领桥水基金在2005年成为世界规模最大的对冲基金。截止2017年10月，桥水基金一共管理着约1600亿美元的资产。

## 观点

### 中国
2020年10月，达利欧提醒人们不要对中国崛起视而不见，他认为中国将继续成为全球超级大国。达利欧声称中国以“特殊的方式”取得了成功，包括尽管新冠肺炎大流行，但中国经济表现良好，新冠肺炎病例率最低，并且是全球一半上市首次公开募股的中心。达利欧声称，当他1984年访问中国时，中国的高级官员会惊叹于计算器等基本技术，称其为“奇迹设备”，而现在中国在先进技术方面与美国不相上下，可能在未来五年内处于领先地位。此外，达利欧表示，有许多指标有利于中国。达利欧讨论了中国公民中受过良好教育的人数不断增长，以及中国在数据吸收和处理方面的持续增长，这些技术增长被头条新闻称之为“新的石油”。达利欧还称，从投资者的角度来看，中国是有利的。他认为中国经济的基本面是强劲的，其资产价格相对有吸引力。达利欧还坚持认为，就全球投资组合而言，中国的股票和债券目前权重较低，而美国则过于膨胀。价格的自然变化将给中国带来另一个比较优势。虽然强调事情总是可能出错，但达利欧表示他相信中国的经济改革道路将继续下去，给中国带来不会减弱的繁荣。达利欧还淡化并否认中国侵犯人权的行为，而是将中国政府比作“严厉的家长”。达利欧对中国的评价遭到了一些人的批评。

## 私人生活
达利欧的妻子是芭芭拉·達利奧（Barbara Dalio），两人有四个子女。